# Dood van Cassandra van Schaijk
De dood van Cassandra van Schaijk is een cold case uit 2007. De 17-jarige Cassandra van Schaijk werd op zaterdag 24 maart 2007 om 04:00 uur voor het laatst levend gezien. Op zaterdag 14 april 2007 werd haar stoffelijk overschot in het water van de Noorderplassen te Almere gevonden. Wat de oorzaak is van haar overlijden is tot op heden onbekend.

## Geschiedenis
Cassandra werd geboren in Canada als kind van een Nederlandse vader en Canadese moeder. Ze verhuisde op jonge leeftijd naar Nederland en groeide op in Almere-Buiten. Haar ouders zijn nadien gescheiden. Cassandra woonde samen met haar broer en stiefzus bij haar vader en zijn vriendin. Ze studeerde Sociaal Pedagogisch Werk op het ROC Flevoland en zat in haar laatste jaar. Cassandra had een bijbaantje als kassamedewerkster bij een supermarkt. In haar vrije tijd luisterde ze hardcore- en terror-muziek en bezocht ze feestjes in dat muziekgenre. Op Partyflock stond zij bekend onder de nickname OntspoordeTerrorHelga.

## Vermissing
In de nacht van vrijdag 23 op zaterdag 24 maart 2007 bezocht Cassandra samen met twee vrienden een feest bij Danscafé Eindelijk, een uitgaansgelegenheid in Almere. Er werd die avond een hardcore-feest georganiseerd. Volgens andere feestgangers heeft Cassandra die avond alcohol en drugs geconsumeerd.
Omstreeks 3:30 uur heeft zij de discotheek verlaten in de richting van het busstation Almere Centrum. Dit is waargenomen door een beveiliger. Ze moest de bus van 03:45 uur halen, omdat zij had afgesproken om 04:00 uur thuis te zijn. Haar vrienden waren op dat moment al vertrokken.
Toen Cassandra de volgende dag nog steeds niet was thuisgekomen en ook haar telefoon niet opnam, heeft de vader van Cassandra aangifte van vermissing gedaan.

## Onderzoek
Snel nadat de politie het onderzoek had geopend, meldde een getuige zich. Zij had Cassandra om 04:00 uur bij het busstation gezien. Volgens deze getuige werd Cassandra, die zichtbaar onder invloed was, aangesproken door twee mannen met een Hindoestaans uiterlijk, die haar een lift naar huis aanboden. Cassandra is met deze mannen meegegaan. Het is onbekend wat er sindsdien met haar is gebeurd.
De twee Hindoestaanse mannen zijn vastgelegd op bewakingscamera's, maar het is de politie nog niet gelukt om te achterhalen wie deze personen zijn. De opnames zijn van slechte kwaliteit.
De gegevens van de telefoon van Cassandra, type Nokia 3510i, werden door de politie uitgelezen. Daaruit bleek dat met het toestel om 04:45 uur is gebeld naar een kennis van Cassandra. Dit is het laatste uitgaande gesprek van de telefoon. Deze kennis verklaarde een voicemail-bericht te hebben ontvangen met wat geritsel en geruis. De politie weet ter herleiden dat het signaal werd aangestraald vanaf het zogeheten Schateiland, een schiereiland aan de noordkant van de Noorderplassen, ongeveer 5 kilometer vanaf het busstation waar zij het laatst was gezien. Het Schateiland staat bekend als jongerenontmoetingsplaats waar afterparties werden gehouden en drugs werd gebruikt.
Op zaterdag 24 maart 2007 om 23:33 uur verdween het signaal van de telefoon. Vermoedelijk was de batterij toen leeg.

### Vondst stoffelijk overschot
Het telefoon-onderzoek was aanleiding voor grootschalige inzet van de Mobiele Eenheid. In en rondom de Noorderplassen werd gezocht naar Cassandra. De zoekactie leverde echter niets op.
Op zaterdag 14 april 2007 werd het stoffelijk overschot van Cassandra gevonden door een visser. Ze had al haar kleding nog aan. Bij het lichaam werden haar rugtas en haar schoudertas gevonden. Haar makeup-tasje werd gevonden op een andere plek in de Noorderplassen. Het is onduidelijk of dat het daar is achtergelaten of dat het is weggedreven.
Gebleken is dat er een aantal persoonlijke spullen van Cassandra zijn verdwenen. Het gaat om de Nokia-telefoon, twee paspoorten (van Cassandra zelf en van een vriendin) en een bankpas van de Rabobank. Deze had zij bij zich op de avond van de vermissing. De politie vermoedt dat deze goederen zijn meegenomen door degene die aanwezig was bij het overlijden van Cassandra.
Autopsie wees uit dat het lichaam al drie weken in het water had gelegen, waardoor veel sporen verloren zijn gegaan.  De doodsoorzaak was niet aanwijsbaar. Ook was een exact overlijdenstijdstip niet vast te stellen. Het is voorts onduidelijk op welke plek het lichaam ter water was gelaten. 
In het bloed van Cassandra werden sporen van cannabinoïden aangetroffen, wat erop kan duiden dat zij cannabis heeft gerookt. 

### Scenario's
Tot op heden is onduidelijk wat er met Cassandra is gebeurd. De politie houdt rekening met verschillende scenario's. Er kan sprake zijn geweest van een misdrijf of een ongeval. Ook zou Cassandra onwel kunnen zijn geworden en daardoor in het water gevallen. Onwaarschijnlijk, maar ook niet uit te sluiten is een zelfmoord-scenario.

## Media
Het mysterieuze lot van Cassandra heeft ook veel aandacht in de media gekregen. Op 27 april 2008 werd een aflevering van Peter R de Vries Misdaadverslaggever aan de zaak gewijd. In 2013 werd in Opsporing Verzocht aandacht besteed aan de zaak. Op zondag 1 oktober 2017 is het SBS6-programma Cold Case: Dader Gezocht over de onopgeloste zaak Cassandra van Schaijk gegaan.
In 2023 loofde de Peter R. de Vries Foundation een tipgeld uit van 100.000 euro voor de gouden tip die naar de oplossing van de zaak leidt. Eveneens dat jaar verscheen een boek van de hand van Niña Weijers over de zaak. Het boek werd bekroond met de E. du Perron-prijs.
Op 23 maart 2024 zond NET5 een documentaire over de cold case uit.